# Voyria acuminata
Voyria acuminata är en gentianaväxtart som beskrevs av George Bentham. Voyria acuminata ingår i släktet Voyria och familjen gentianaväxter. Inga underarter finns listade i Catalogue of Life.